# 극식
극식(革式, ? ~ 기원전 149년)은 전한 초기의 제후로, 개국공신 극주의 아들이다.

## 행적
문제 원년(기원전 179년), 전에 폐지되었던 자조후(煮棗侯)를 이어받았다.
경제 중원년(기원전 149년)에 죽으니 시호를 강(康)이라 하였고, 아들 극창이 작위를 이었다.

## 출전
- 사마천, 《사기》 권18 고조공신후자연표(高祖功臣侯者年表)
- 반고, 《한서》 권16 고혜고후문공신표(高惠高后文功臣表) · 권19하 백관공경표(百官公卿表) 下